# 巴赫的頌讚曲
巴赫的頌讚曲（德語：Bachkantaten）是巴赫创作的一系列康塔塔，由超过200个幸存的独立作品组成，至少也有几十个被认为丢失的作品。
巴赫在萊比錫任音樂總監時，指揮聖多馬教堂和聖尼古拉教堂的合唱團，他的主要工作是在每個星期天和假日演出教會頌讚曲，配合路德宗禮拜儀式，和規定誦讀的聖經經文。他在萊比錫任職的初年，從1723年聖三一節後開始，他每週寫一部新的頌讚曲，並指揮聖多馬合唱團（Thomanerchor）和樂團演出。他留了下來三個年度週期的頌讚曲。
除了教堂頌讚曲，他也寫了許多非教堂頌讚曲或世俗頌讚曲，在婚禮、喪禮、市議會的就職典禮、萊比錫大學和世俗紀念日中演出，以娛貴族和社會大眾。他創作的教堂頌讚曲主要是在萊比錫，但他最早的頌讚曲可以追溯到1707年在米爾豪森，而他最後的頌讚曲可能是寫於1745年。他的頌讚曲通常需要四個獨唱者，及四部和聲的合唱團，但他也寫了許多獨唱和二重唱的頌讚曲。頌讚曲中的文字結合了聖經的經文，當代的詩詞，和德國聖詩。他也寫了許多專門用一首德國聖詩的頌讚曲。

## 名稱
雖然「巴赫頌讚曲」（Bachkantate）這個名稱已經耳熟能詳，但是巴赫本人很少在他的手稿中使用「頌讚曲」作為標題，只有在BWV 56的手稿中，他寫明了「獨唱和樂器的頌讚曲」的標題。BWV 84也有「頌讚曲」的標題。通常他用縮寫JJ（Jesu Juva，耶穌請幫助我）開始他的頌讚曲標題，後面是節期的名稱、第一句歌詞，和使用的樂器。巴赫在他的頌讚曲最後簽署了縮寫SDG（Soli Deo Gloria，唯獨榮耀歸於上帝）。

## BWV序號
巴赫寫了200多部頌讚曲，許多留傳下來。在巴赫作品目錄（Bach-Werke-Verzeichnis，簡稱BWV）中，Wolfgang Schmieder給巴赫所有作品編號： 1-200（教堂頌讚曲），201-216（世俗頌讚曲），217-224（頌讚曲，可能不是巴赫的著作）。Schmieder的序號中，有幾個他認為是巴赫的頌讚曲已被認定作者另有其人。然而，這些頌讚曲的BWV序號仍然保留。巴赫頌讚曲通常按BWV序號號排列，但也可按其他標準（如第一句歌詞）排序，以便搜索。

## 巴赫頌讚曲的結構
巴赫在萊比錫第一年的頌讚曲如下典型結構：
1. 合唱序曲
2. 宣敘調
3. 詠嘆調
4. 宣敘調（或詠嘆調）
5. 詠嘆調
6. 聖詩合唱

合唱序曲Eingangschor 通常是多聲部合唱的形式，由樂團首先點出主題或對比的材料。然後是宣敘調和詠嘆調交互演唱。結尾的聖詩合唱是一個典型的，四部和聲的德國聖詩。
宣敘調鋪陳故事，而後續的詠嘆調則就一個題目大肆發揮精意，渲染讚嘆。巴赫常常捉住一個德文字，花八小節的工夫來渲染表現這一個字，他顯然忘記了歌手還需要呼吸運氣。宣敘調和後續的詠嘆調經常是由同一位歌手演唱的。
大多數詠嘆調遵循ABA詠嘆調的形式，第一部份是主題A，中間部分是變奏B，最後重複第一部分A。詠嘆調的文字都是一首六句左右的短詩，Ａ用前一半，Ｂ用後一半。Ａ部分又經常分為三小部分A0，A1和A2。Ａ0用第一句詩引出主題，A1和A2基於主題唱出前一半的詩文。B1和B2對主題作深層的變奏。變奏完畢再重複Ａ而結束全部詠嘆調。
巴赫在萊比錫首演的頌讚曲是 BWV 75 與BWV 76。這兩部頌讚曲都分成兩個部分，各在講道前後及聖餐禮時演出。兩部分都是以序曲開埸，五個交替的宣敘調和詠嘆調，最後以聖詩合唱結束。這兩部典範的頌讚曲涵蓋了禮拜所讀的經文：首先是舊約的詩篇，然後是福音書，最後是使徒的書信。
在其他的頌讚曲中，巴赫不遵循任何嚴格的格式，而是很自由地表達詩詞中的話和字。一些頌讚曲是由一個器樂序曲開埸，如BWV 29。在BWV 120中，序曲是用雙簧管獨奏開始，因為它的第一句話講的是沉默。在威瑪由許多頌讚曲寫得像室內樂，有許多獨唱，只有結尾的聖詩是四部合唱，它可能是用四個獨唱者來唱的。在早期的頌讚曲BWV 172中，巴赫標示了「序曲在聖詩合唱後重複」。
聖詩合唱可以是一個簡單的，傳統的四聲部合唱，或可加上序曲的伴奏樂團，或伴有主題的變奏，甚至將主題穿插擴大，將聲樂部分嵌入器樂協奏曲中，如 BWV 147。或者像BWV 186，將聲樂部分嵌入器樂，成為聖詩狂想曲Choralphantasie。在 BWV 61 中，為了聖誕節期的第一個星期日，他用一個法國序曲作開幕的合唱序曲。

## 巴赫頌讚曲中的詠嘆調

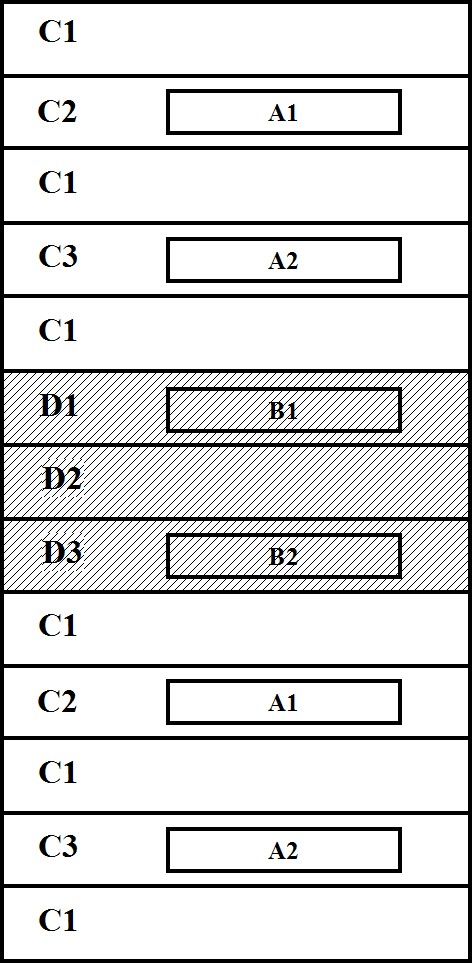
A/B是聲樂部,C/D是器樂部

巴赫的頌讚曲和其他聲樂作品(BWV 1-249)中有697個詠嘆調。巴赫使用相當一致的格式寫作這些詠嘆調。所有的詠嘆調都是以當代的德文短詩為基礎，通常有六行文字。一首詩分為A和B兩部分，以構成ABA da capo 格式的詠嘆調。 ABA格式可以進一步分為右圖所示的結構。詠嘆調通常以器樂部分C1開始，並發展成C2和C3兩部分，A部分文字嵌入其中為A1和A2。在C2和C3之後重複C1。然後，將B部分文字嵌入D1和D3的變化部分中作為B1和B2。 D1，D2和D3使用與C1相反的音調，即從大調變成小調，或從小調變成大調。然後，將C1-C2(A1)-C1-C3(A2)-C1序列重複成為da capo詠嘆調。巴赫在其他許多聲樂和器樂作品中也使用了這種格式。
巴赫經常選擇一首詩中的幾個字，用很長的音符序列表現(彩繪)出來，他忘記了歌手偶爾也需要呼吸。欣賞巴赫的頌讚曲的樂趣之一是看歌手在演唱這些彩繪字的時侯如何換氣。

## 歌手和樂器

### 歌手
通常巴赫採用女高音、女低音、男高音和男低音獨唱，和四聲部的合唱團，簡寫為SATB。他有時戲劇性地分配聲部，例如女高音代表無辜的人，女低音代表母親，男低音代表耶穌，如 BWV 187 及 BWV 60。
我們不知道巴赫的合唱團中，每個聲部有幾個歌手。在下面討論的錄音時，就看到許多不同的意見。Koopman錄製了一套完整的頌讚曲，他在每個聲部都用四位歌手。另外一些現代的表演和錄音，每聲部只使用一位歌手。雖然巴赫在萊比錫有許多歌手，但威瑪的教堂空間很小，不會有許多歌手。統一合唱團的人數，可能不適合所有的頌讚曲。

### 樂器
巴赫的樂團基本是弦樂器、小提琴和中提琴。低音部則是用大提琴和低音大提琴，或是管風琴。低音部是巴羅克音樂的必須有的樂器，如果沒有，一定有特別的原因，例如要描述脆弱人性。
一個頌讚曲或單個樂章的特殊風格，是由管樂器定義的，如雙簧管、古雙簧管、笛、箫、木笛、小號、圓號、長號，和定音鼓。巴松管通常也屬於低音部。
節慶場合需要更豐富的樂器。有些樂器有特別的象徵意義，如小號，在巴洛克時代是代表皇帝的樂器。巴赫用三支小號代表三位一體的神，如在BWV 172 的詠嘆調，低音部之外，只有三支小號和定音鼓。
在許多詠嘆調中，巴赫使用的伴奏樂器，是歌手的平等夥伴。這些樂器與歌手相互模仿，並重複及變化彼此的曲調。樂器包括上面提到的樂器，以及短笛（高音木笛），古小提琴，古中提琴，古大提琴（較小的大提琴），伸縮小號，及corno da tirarsi。
在他的早期作品中巴赫也用老式樂器，如古大提琴和低音弦樂器。木笛有時用來表示謙虛或貧窮，如頌讚曲 BWV 39。

### 獨唱頌讚曲
一些頌讚曲只有一個獨唱歌手Solokantate，如BWV 51是女高音的獨唱頌讚曲。有時是用一個聖詩結束，如BWV 56的男低音獨唱頌讚曲。

### 二重頌讚曲
一些頌讚曲的結構是兩個歌手的對話，多為耶穌和靈魂（男低音和女高音），它們有點像微型歌劇。巴赫稱它們為對話歌劇，或對話協奏曲。BWV 152（ 1714 ），他在他的第三個年度週期中的四個作品，BWV 57（ 1725年），BWV 32，BWV 49，（1726），及 BWV 58（1727）。

## 巴赫頌讚曲中的經文
在路德宗的禮拜中，每一個禮拜天都要讀規定的聖經經文。這些經文是從使徒的書信與福音書中摘錄的。除了聖誕節期的安靜時間與悔罪節之外，所有星期日及假期都要演出頌讚曲。許多頌讚曲的序曲都是演唱聖經經文，如 BWV 65中是《以賽亞書》60:6。理想情況下，一個頌讚曲的序曲用舊約中相關的經文，並反映使徒書信和福音書的教訓，如 BWV 76。大部分的獨奏詠嘆調是基於當代作家的詩詞，如在威瑪的宮廷詩人Saloman Franck，或在萊比錫的Georg Christain Lehms或Picander，他們與巴赫合作寫詩詞。最後的樂章通常是一節德國聖詩。巴赫的聖詩頌讚曲，用一首聖詩的每一節，來寫作每一個樂章，例如早期的 BWV 4，和他在萊比錫第二個年度週期大部份的頌讚曲。

## 頌讚曲寫作的時期
巴赫頌讚曲寫作的時期，主要依照Alfred Durr的書《Die Kantaten von Johann Sebastian Bach》。通常情況下，頌讚曲出現在它們首演的那一年，有時也有以後的演出，加在括號中。

### 米爾豪森
巴赫在1707年搬到米爾豪森，當時22歲的他擔任聖布拉休斯教堂的管風琴師，他已經開始創作頌讚曲，例如 BWV 150可能是巴赫在阿恩施塔特已經完成的。
他在米爾豪森時期留下來的頌讚曲，如 BWV 71，在1708鎮議會的就職典禮上演出，而且是巴赫生前唯一印刷出版的頌讚曲。BWV 131也是在米爾豪森寫的。其他假設在這一時期的頌讚曲有：BWV 4，BWV 106，BMV 196，與基於詩篇146的BWV 143。

### 威瑪
1708年開始，巴赫在威瑪工作。在1713年寫了一部世俗頌讚曲，狩獵頌讚曲 BWV 208。1714年3月開始，他定期按月為宮廷教堂（Schlosskirche）寫一部頌讚曲，因為他升任樂團團長。他的目標是在四年內完成了一套完整的禮儀年頌讚曲。
- 1713：BWV 18 ？，63？
- 1714：BWV 182，BWV 12，172，21，54，199，61，152
- 1715：BWV 31，165，185，161，162，163，132
- 1716：BWV 155，80A，70A，186A，147A

### 科登
1717年至1723年巴赫在科登，他在那裡完成許多器樂作品，例如勃蘭登堡協奏曲。他不負責教會音樂，因此，只有世俗頌讚曲留了下來。後來他在萊比錫將幾個世俗頌讚曲改編成教堂頌讚曲，如 BWV 66，復活節的頌讚曲 BWV 66A。在他搬到萊比錫他還是保有科登宮廷樂長的頭銜，並繼續為王子寫世俗頌讚曲。
- 1717：BWV 173A（或1720和1722之間）
- 1718：BWV 66A
- 1719：BWV 134a

### 萊比錫
巴赫在萊比錫負責市上的聖多馬和尼古拉教堂中的音樂，也是圣托马斯学校的校長。普通的星期日，頌讚曲在兩個教堂交替演出。重要的節日如聖誕節，兩個教堂都要演出，一個在上午，一個在下午各一次。如果節期有三天，演出就在兩堂交替舉行。在萊比錫大學演出是在大學的聖保利教堂Universitätskirche St. Pauli。有人爭論是否巴赫在他接任音樂總監之前一個星期，在此演出BWV 59。1723年聖三一節後的第一個星期日，巴赫開始寫第一個年度週期的頌讚曲。巴赫的主要作品，如受難曲及B小調彌撒曲插在下面的年表中，作為參考。

#### 第一個頌讚曲週期
- 1723：BWV 75，76，（ 21 ），24，167，147，186，136，105，46，179，（ 199 ），69A，77，25，119，138，95，148，（ 48 ），（ 162 ），109，89，（ 163 ？ ），60，90，70，（ 61 ），（ 63 ），我心尊主為大243，40，64
- 1724 ：BWV 190，153，65，154，（ 155 ），73，81，83，144，181 + （ 18 ），（ 22 23 ），（ 182 ），聖約翰受難曲245，（ 4 ），66，134，67，104，（ 12 ），166，86，37，44，59，173，184，194

#### 第二個週期頌讚曲
1724年的聖三一節後，他開始主要是堲詩頌讚曲第二個年度週期。該聖詩是通常規定為這一周的詩歌。這些頌讚曲在他死後還經常演出，因為著名的聖詩詩吸引觀眾。
- 1724：BWV 20，2，7，135，10，93，107，178，94，101，113，33，78，99，8，130，114，96，5，180，38，115，139，26，116，62，91，121，133，122
- 1725：BWV 41，123，124，3，111，92，125，126，127，1，（4）

在1725年復活節之後，他不再寫作聖詩頌讚曲。
- 1725： BWV 42，85，103，108，87，128，183，74，68，175，176

巴赫這週期寫了兩部聖詩頌讚曲，都以一個聖詩幻想曲作序曲，BWV 128和68。1725年至1727年甚至以後，他寫了更多聖詩頌讚曲，為要要完成這個週期，包括：
- 1725： BWV 137
- 1726： BWV 129
- 1727： BWV 80
- 1731： BWV 112，BWV 140
- 1732： BWV 9
- 1734： BWV 97
- 1735： BWV 14

#### 第三個週期頌讚曲
1725年聖三一節之後，巴赫開始了第三個年度週期，延長了好幾年。這個時期有幾部作品沒有保存下來。
- 1725： BWV 168，164，110，57，151，28
- 1726： BWV 16，32，13，72，146 ？，（ 194 ），39，88，170，187，45，102，35，17，19，27，47，169，56，49，98，55，52

他後來的頌讚曲，有部分沒有記載。
- 1727 ： BWV 58，82，84，馬太受難曲244，193A，193
- 1728 ： BWV 149，188，197A，117
- 1729 ： BWV 171，210A，BWV 244A，156，159，145，174
- 1730 ： BWV 120，BWV 51
- 1731 ： BWV 29，36
- 1732 ：BWV 177，100
- 1733 ：彌撒曲，BWV 232A，213
- 1734 ： BWV 215，聖誕節頌讚曲
- 1735 ： BWV 11 （升天頌讚曲）
- 1738 ： BWV 233-236
- 1742 ： BWV 212
- 1744 ： BWV 210
- 1745 ： BWV 191
- 1748 ： B小調彌撒

## 改編的頌讚曲
巴赫有時重複使用先前的作品，這是修訂和改進的改編過程。例如，小提琴組曲的一個永久運動的樂章，改編為婚禮頌讚曲120a的管弦樂序曲，以管風琴為獨奏樂器。它又再次改編為頌讚曲29，此時伴奏的管風琴改成一個完整的樂隊，並有小號配合。巴赫不但改編樂章，有時他改編整部的頌讚曲，例如牧羊人頌讚曲 BWV 249A改編成為復活節神劇249。巴赫用改編的頌讚曲來慶祝聖誕節，復活節和聖靈降臨節等為期三天的節慶。他的復活節頌讚曲 BWV 134，原是八個樂章的新年頌讚曲BWV 134A，他改編後用了六個樂章。祝賀頌讚曲 BWV 173a的六個樂章，改編成為1724年聖靈降臨節後一星期的頌讚曲BWV 173，而第七樂章改編成為 1725年五旬節後第二星期的頌讚曲 BWV 175。
巴赫的四部小彌撒曲是從頌讚曲改編的，他用BWV 179的幾個樂章做了兩部小彌撒曲。當他編寫B小調彌撒曲時，他再次使用了許多頌讚曲的樂章，如 BWV 12的一部分，成為信經中Crucifixus的樂章。

## 神劇
巴赫的神劇是擴大的頌讚曲，都是在教堂的禮拜中演唱的。它們與頌讚曲不同的地方是，有一個敘述者，或傳道者，宣敘聖經的經文，講述故事；獨唱者和合唱團則有「角色」，如瑪利亞或牧羊人；他也用聖詩及詠嘆調來反思與評論正在講述的故事。馬太受難曲和約翰受難曲，在耶穌受難日的講道之前和之後演唱。分為六個部分的聖誕節頌讚曲，在聖誕節六天的節期中分別演出，每一部都是一部獨立的頌讚曲，有一首器樂序曲（除了第二部），和結尾的聖詩合唱。

## 巴赫的演出
巴赫寫作頌讚曲，並坐在管風琴或大鍵琴的鍵盤前指揮它們的演出。他的合唱團是聖多馬合唱團Thomanerchor，它還為萊比錫的其他主要教堂演唱。在普通的星期天，巴赫交替在尼古拉和聖多馬教堂演出頌讚曲。在重要的節期，他上午在一個教堂中演出一次，下午在另一個教堂的晚禱禮拜中演唱相同的頌讚曲。

## 後來的演出和錄音
巴赫過世後，他的頌讚曲和神劇就被大眾遺忘了。現在他的神劇還有演出，頌讚曲很少演出。
現在的聖多馬教堂合唱團（Thomanerchor），每週演出一部頌讚曲，每週六晚演唱一部經文歌（Motette）。
1928年，紐約時報報導，巴赫的兩個世俗頌讚曲，農夫頌讚曲及咖啡頌讚曲，在巴黎歌劇院由女高音Marguerit Bériza和她的樂團上演。
在20世紀50年代初，Fritz Lehmann指揮柏林Motettenchor與柏林愛樂交響樂團，與Karl Richter的慕尼黑合唱團Münchener，於1954年錄製了巴赫頌讚曲的三分之一。
1958年至1987年，倫敦巴赫協會，由Paul Steinitz指揮演出了所有現存的教堂和世俗頌讚曲。共有208部作品，在不同的場地，大多是在倫敦的聖巴塞洛繆教堂演出的。Diethard Hellmann指揮美因茨的Christuskirche Bachchor，於1965年與Südwestrundfunk錄製了超過100部頌讚曲。Fritz Wernr指揮海因里希－許茨－初海爾布隆合唱團和普福爾茨海姆室內樂團錄製一系列唱片，他們稱之為「JS巴赫頌讚曲大系」。
尼古劳斯·哈农库特和Gusta Leonhardt是第一批開始錄製完整的頌讚曲的音樂家，有20年合作的歷史。他們用男孩合唱團，大多數女高音和女低音的獨唱都用男孩。Harnoncourt指揮維也納Sängerknaben，Tölzer Knabenchor和維也納Concentus Musicus樂團。Leonhardt指揮Tölzer Knabenchor，Knabenchor漢諾威和Collegium Vocale Gent與Leonhardt樂團。Helmuth Rilling指揮 Gächinger Kantorei，和Bach Collegium Stuttgart，在巴赫誕生300周年之日，1985年3月21日，完成了教堂頌讚曲和神劇的錄音。Ton Koopman指揮阿姆斯特丹巴洛克樂團及合唱團，從1994年開始,花了10年，錄製的巴赫所有的聲樂作品，包括頌讚曲。约翰·艾略特·加德纳爵士和他的蒙特威爾第合唱團進行了「巴赫頌讚曲朝聖之旅」，在2000年表演和錄製全部教堂頌讚曲，足跡遍布歐洲和美國的許多教堂。席捷斯瓦·庫伊肯與La PetiteBand合唱團，錄製了完整的禮儀年頌讚曲。鈴木雅明在1995年開始與他的日本巴赫樂團錄製完整的教堂頌讚曲。
Rick Erickson每週日在紐約市聖三一路德教會定期演出巴赫的頌讚曲。
2010年有兩套「巴赫全集」的CD出版：一套是Brilliant ClassicPieter出版的，由Pieter Jan Leusink指揮Netherlands Bach Collegium及Holland Boys Choir演出，包括155張CD；另一套是Haenssler ClassicsHelmuth Rilling指揮 Bach Collegiun Stuttgart及 Gachinger Kanotrei演出，包括172張CD。這兩套都可以在Amazon的網站上買到。它們都包括了所有的巴赫頌讚曲。
www.bach-cantatas.com的網頁收集了非常多有關巴赫頌讚曲的資訊，包括所有頌讚曲的曲譜，歌詞及許多語言的譯文（也有中文），以及相關的解說與討論。

## 第五本福音書
瑞典主教及諾貝爾和平獎得主納坦·瑟德布盧姆在1929年稱巴赫的頌讚曲為「第五本福音書」。

## 延伸閱讀
- NBA Neue Bach-Ausgabe, Bärenreiter, 1954 to 2007
- BWV Bach-Werke-Verzeichnis, Breitkopf & Härtel, 1998
- Dürr, Alfred.  1. Bärenreiter-Verlag. 1971. OCLC 523584 （德语）.
- Alfred Dürr: The Cantatas of J.S. Bach, Oxford University Press, 2006. ISBN 0-19-929776-2
- Christoph Wolff/Ton Koopman: Die Welt der Bach-Kantaten Verlag J.B. Metzler, Stuttgart, Weimar 2006 ISBN 978-3-476-02127-4 （德文）
- Werner Neumann: Handbuch der Kantaten J.S.Bachs, 1947, 5th ed. 1984, ISBN 3-7651-0054-4
- Hans-Joachim Schulze: Die Bach-Kantaten: Einführungen zu sämtlichen Kantaten Johann Sebastian Bachs Leipzig: Evangelische Verlags-Anstalt; Stuttgart: Carus-Verlag 2006 (Edition Bach-Archiv Leipzig) ISBN 3-374-02390-8 (EVA), ISBN 3-89948-073-2 （德文）
- Luigi Ferdinando Tagliavini. Studi sui testi delle Cantate sacre di J. S. Bach. Università di Padova, pubblicazioni della Facoltà di Lettere e Filosofia, vol. XXXI, Padova & Kassel, 1956, xv-291
- Geoffrey Turner. "Singing The Word: The Cantatas of J S Bach". New Blackfriars, volume 87, issue 1008, pp. 144–154
- J. C. J. Day. "The texts of Bach's Church cantatas: some observations". German Life and Letters, volume 13 (1960), num. 2, pp. 137–144
- Harald Streck. Die Verskunst in den poetischen Texten zu den Kantaten J. S. Bachs. Dissertation: Universität Hamburg 1971, 214 pages
- Walter F. Bischof. The Bach Cantatas University of Alberta 2003–2010
- Z. Philip Ambrose Texts of the Complete Vocal Works with English Translation and Commentary （页面存档备份，存于） University of Vermont 2005–2011
- Robin Boyle. The Listener's Guide to the Bach Church Cantatas, 2012. ISBN 978-1-4716-6705-3
- Complete Bach Cantatas. 12 volumes. Tarnhelm Ed. 2010. http://www.bach-cantatas.com/Books/S0102.htm （页面存档备份，存于）

Links are found for the individual cantatas:
- Craig Smith: programme notes, Emmanuel Music
- Walter F. Bischof: The Bach Cantatas, University of Alberta
- Z. Philip Ambrose: Texts of the Complete Vocal Works with English Translation and Commentary, University of Vermont

## 外部連結
- Bach Cantatas（页面存档备份，存于） website, a link to information about works, translations to various languages, prescribed reading, commentaries, singers, ensembles, recordings
- 巴赫清唱劇：国际乐谱典藏计划上的乐谱
- Emmanuel Music （页面存档备份，存于） notes and translations to English
- The cantatas of Johann Sebastian Bach A listener and student guide, Julian Mincham, 2010
- Johann Sebastian Bach – A Listener's Guide to the Cantatas （页面存档备份，存于） and a list of book and references by Simon Crouch on the Classical Net website